# WWE Elimination Chamber
Cet article concerne les éditions du pay-per-view Elimination Chamber. Pour le type de match, voir Elimination Chamber.
WWE Elimination Chamber est un événement annuel de catch (lutte professionnelle) produit par la World Wrestling Entertainment (WWE), une fédération de catch américaine, qui est diffusé en direct et disponible en pay-per-view (PPV) ainsi que sur le WWE Network. La première édition de cet événement a eu lieu le 21 février 2010 dans le but de remplacer No Way Out. L'événement est composé d'un ou deux Elimination Chamber match. Typiquement, le WWE Championship était défendu dans l'un des deux matchs tandis que le WWE World Heavyweight Championship était défendu dans le second match. Le nom de l'événement a été choisi après que la WWE a permis aux fans de donner leurs avis via un sondage sur leur site officiel. Les autres possibilités était Heavy Metal, Battle Chamber, Chamber of Conflict et le nom originel (No Way Out). Cependant, fin 2014 la WWE annonce que le l'événement sera annulé et remplacé par un nouveau show qui se nommera Fastlane. Mais le 11 mai 2015, la WWE revient sur sa décision d'annuler Elimination Chamber et annonce qu'il y aura bien une édition en 2015 qui se déroulera le 31 mai 2015. La WWE a également confirmé que le WWE Intercontinental Championship qui est vacant sera mis en jeu dans un Elimination Chamber Match. L'événement n'a pas eu lieu en 2016, mais est revenu en 2017 en tant qu'événement exclusif à SmackDown.
Elimination Chamber est connu en Allemagne sous le nom de No Escape (en allemand : Kein Entkommen), pour éviter tout rappel avec les chambres à gaz utilisées pendant l'Holocauste.

## Concept

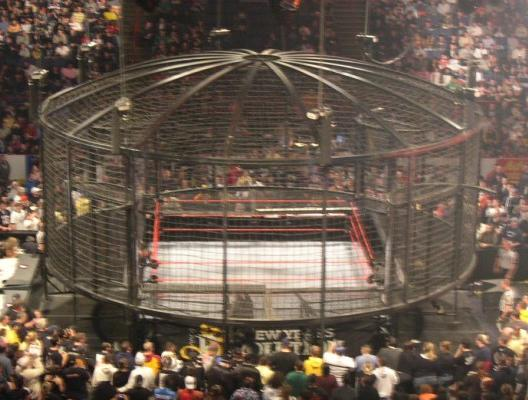
La cage de l'Elimination Chamber match

Le concept principal de cet événement, est que la stipulation des matchs principaux et/ou du main-event soit un Elimination Chamber match. L'Elimination Chamber match est un type de match dans le catch (lutte professionnelle). C'est une variante du Steel Cage match et du Hell in a Cell match. Le ring est entouré par une structure en acier composée de chaînes et de poutres, mais au lieu d'une cage en acier standard (carrée), l'Elimination Chamber est ronde. Elle est composée de quatre cellules intérieures (ou 'pods') vitrées qui résistent à l'épreuve des balles et placées à la même hauteur du ring, mais en dehors du ring. La structure en acier est de 10 mètres de diamètre et est composée de 16 tonnes acier et de 3,2 km de chaînes.
Le match est composé de six lutteurs, deux commencent le match sur le ring et les quatre autres dans les quatre cellules vitrées. Après un laps de temps prédéterminé (trois, quatre ou cinq minutes), une des quatre cellules s'ouvre au hasard et un lutteur est ajouté aux deux déjà en compétition et cela continue jusqu'à ce que tous les catcheurs soient libérés. Les lutteurs sont éliminés par tombé ou soumission, conduisant souvent à que certains lutteurs soient éliminés avant que tous les lutteurs aient été libérés des cellules. Le gagnant est le dernier participant restant dans le match.
Le cinquième match de ce type a eu lieu au pay-per-view, December to Dismember 2006, ce match a eu droit à une légère variation appelée Extreme Elimination Chamber match. Dans cette variante, chaque cellule (ou 'pods') dans la structure disposait chacune d'une arme. Lorsque les lutteurs étaient libérés, leurs armes entraient elles aussi dans le match avec eux. Les quatre armes utilisées dans le match étaient un pied-de-biche, une table, une chaise en acier et une batte de baseball entourée de fil barbelé.

## Historique d'Elimination Chamber
Pay-per-view exclusif à Raw
 Pay-per-view exclusif à SmackDown
| #                                                                             | Événement                                  | Ville                           | Lieu                       | Main event | Spectateurs |
| ----------------------------------------------------------------------------- | ------------------------------------------ | ------------------------------- | -------------------------- | --- | ----------- |
| 1                                                                             | Elimination Chamber (2010) 21 février 2010 | Saint-Louis (Missouri)          | Scottrade Center           | The Undertaker (c) contre Chris Jericho contre CM Punk (avec Luke Gallows et Serena) contre Johnny Morrison contre R-Truth contre Rey Mysterio dans un Elimination Chamber match pour le WWE World Heavyweight Championship     | 17 000      |
| 2                                                                             | Elimination Chamber (2011) 20 février 2011 | Oakland (Californie)            | Oracle Arena               | Sheamus contre John Cena contre Randy Orton contre CM Punk contre Johnny Morrison contre R-Truth dans un Elimination Chamber match pour affronter le WWE Champion The Miz à WrestleMania XXVII                                  | 11 500      |
| 3                                                                             | Elimination Chamber (2012) 19 février 2012 | Milwaukee (Wisconsin)           | Bradley Center             | John Cena contre Kane dans un Ambulance match | 15 306      |
| 4                                                                             | Elimination Chamber (2013) 17 février 2013 | La Nouvelle-Orléans (Louisiane) | New Orleans Arena          | The Rock (c) contre CM Punk (avec Paul Heyman) dans un Match simple pour le WWE Championship | 15 669      |
| 5                                                                             | Elimination Chamber (2014) 23 février 2014 | Minneapolis (Minnesota)         | Target Center              | Randy Orton (c) contre John Cena contre Antonio Cesaro (avec Zeb Colter) contre Daniel Bryan contre Sheamus contre Christian dans un Elimination Chamber match pour le WWE World Heavyweigt Championship                        | 14 101      |
| 6                                                                             | Elimination Chamber (2015) 31 mai 2015     | Corpus Christi (Texas)          | American Bank Center (en)  | Seth Rollins (c) (avec Jamie Noble et Joey Mercury) contre Dean Ambrose dans un Match simple pour le WWE World Heavyweight Championship                                                                                         | 7 000       |
| 7                                                                             | Elimination Chamber (2017) 12 février 2017 | Phoenix (Arizona)               | Talking Stick Resort Arena | John Cena (c) contre Bray Wyatt contre Dean Ambrose contre AJ Styles contre The Miz contre Baron Corbin dans un Elimination Chamber match pour le WWE Championship                                                              | 14 367      |
| 8                                                                             | Elimination Chamber (2018) 25 février 2018 | Las Vegas (Nevada)              | T-Mobile Arena             | Braun Strowman contre Elias contre John Cena contre Roman Reigns contre The Miz contre Finn Bàlor contre Seth Rollins dans un Elimination Chamber match pour affronter le WWE Universal Champion Brock Lesnar à WrestleMania 34 | 15 126      |
| 9                                                                             | Elimination Chamber (2019) 17 février 2019 | Houston (Texas)                 | Toyota Center              | Daniel Bryan (c) vs AJ Styles vs Jeff Hardy vs Randy Orton vs Samoa Joe vs Kofi Kingston Elimination Chamber match pour le WWE Championship                                                                                     | NC          |
| 10                                                                            | Elimination Chamber (2020) 8 mars 2020     | Philadelphie (Pennsylvanie)     | Wells Fargo Center         | Shayna Baszler contre Asuka contre Natalya contre Ruby Riott contre Liv Morgan contre Sarah Logan pour un match à WrestleMania 36 pour le WWE Raw Women's Championship                                                          | 14 853      |
| 11                                                                            | Elimination Chamber (2021) 21 février 2021 | St. Petersburg (Floride)        | Tropicana Field            | Drew McIntyre contre The Miz pour le WWE Championship | 0           |
| 12                                                                            | Elimination Chamber (2022) 19 février 2022 | Djeddah ( Arabie saoudite)      | Jeddah Super Dome (en)     | Brock Lesnar contre Bobby Lashley contre Riddle contre Austin Theory contre AJ Styles contre Seth Rollins pour le WWE Championship                                                                                              | 33 328      |
| 13                                                                            | Elimination Chamber (2023) 18 février 2023 | Montréal ( Canada)              | Centre Bell                | Roman Reigns contre Sami Zayn pour les WWE Universal Championship et WWE Championship | 17 271      |
| 14                                                                            | Elimination Chamber: Perth 24 février 2024 | Perth ( Australie)              | Optus Stadium              | Rhea Ripley (c) contre Nia Jax pour le WWE Women's World Championship | 52 590      |
| (c) – désigne le(s) champion(s) défendant son/leurs titre(s) pendant le match |                                            |                                 |                            | |             |